# Rue Aregnaudeau
La rue Aregnaudeau est une voie de Nantes, en France.

## Situation et accès
Bitumée et ouverte à la circulation automobile, cette voie du quartier Bellevue - Chantenay - Sainte-Anne, relie la rue de la Barbinais à la rue Joseph-Blanchart, et ne rencontre aucune autre voie.

## Origine du nom
Elle rend hommage à François Aregnaudeau (1774-1813), corsaire né à Nantes et disparu en mer, membre de la Légion d'honneur en 1804, et qui a reçu un sabre d'honneur des mains de l'impératrice Joséphine de Beauharnais, lors de la visite de Napoléon Ier dans la ville en 1808.

## Historique
En 1824, le site desservi par le chemin est en partie couvert de peupliers. En 1839, son utilité est contestée, ce qui conduit à déclasser la voie de « rue » en « chemin ». D'autant que la propriété de cette artère est contestée par des riverains en 1843.
La première appellation connue est celle de « Mont Nouël ». Puis la voie prend le nom de « petit chemin du Moulin des Poules », avant d'être baptisée « rue du petit chemin du Moulin des Poules ». Mais en 1839, la voie est déclassée en « chemin ». Le 23 novembre 1899, le conseil municipal décide que, « Pour répondre à la demande d'habitants », le nom de « rue Aregnaudeau » lui est attribué. 

## Bâtiments remarquables et lieux de mémoire

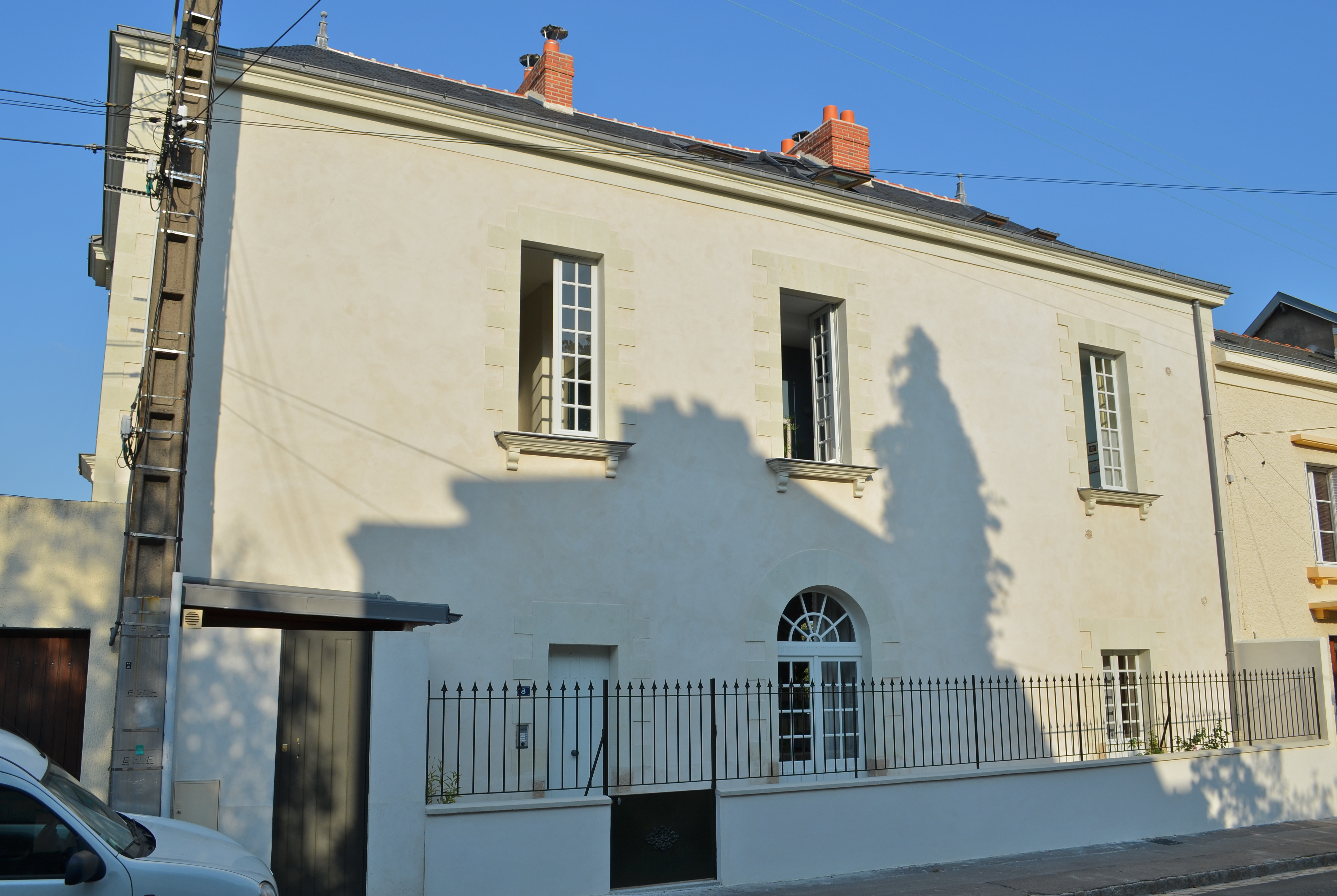
Immeuble au no 8.

Au no 8 de la rue se trouve une maison du XIXe siècle, inscrite en 2005 au titre des monuments historiques.
Au no 9 se dresse une maison de la fin du XVIIIe siècle, conçue par Jean-Baptiste Ceineray (1722-1811) pour le compte de Jean-Baptiste Thomine. En 1896, cette demeure est acquise par l'architecte Étienne Coutan (1875-1963). Dans le jardin se trouve une pyramide de 3 mètres de hauteur, présente dès l'origine et restaurée à la fin du XXe siècle.